# 10579 Diluca
10579 Diluca è un asteroide della fascia principale. Scoperto nel 1995, presenta un'orbita caratterizzata da un semiasse maggiore pari a 3,0597861 UA e da un'eccentricità di 0,0605101, inclinata di 8,90154° rispetto all'eclittica.
L'asteroide è dedicato all'astrofilo italiano Roberto Di Luca.